# Chlorissa mali
Chlorissa mali är en fjärilsart som beskrevs av Matsumura 1917. Chlorissa mali ingår i släktet Chlorissa och familjen mätare. Inga underarter finns listade i Catalogue of Life.